# Louis III de La Trémoille
Pour les articles homonymes, voir Louis III.
Pour les autres membres de la famille, voir Maison de La Trémoille.
Louis III de La Trémoille (Trimouille), vicomte puis duc de Thouars, prince de Talmond et de Tarente, comte de  Taillebourg, de Benon et de Guînes, seigneur de Gençay (1542-1550) et de Ré, baron de Sully, baron de Craon, de Marans et de Noirmoutiers, de Bommiers, de Ste-Hermine, etc., né vers 1521 et mort le 25 mars 1577 au siège de Melle, est un gentilhomme et homme de guerre français du XVIe siècle.

## Biographie

### Origines et famille
Fils de François de La Trémoille (1502 plutôt que 1505-† 1542), vicomte de Thouars, et d'Anne de Laval (1505-1554), il descend de la Maison de La Trémoille par son père, et de la Maison de Laval-Montfort par sa mère. Leur union donne naissance à la branche la Trémoille-Laval.

### Carrière militaire
Il accompagne le Dauphin au voyage de Perpignan (1542), sert contre les Anglais en Picardie et est l'un des quatre barons otages de la Sainte Ampoule, lors du sacre de Henri II, et l'un des otages du traité de paix conclu en 1542 entre la France et le royaume d'Angleterre. Il sert, en Italie sous le maréchal de Cossé, et se trouve à la prise d'Ulpian.
En 1560, il est lieutenant général de Poitou et de Saintonge, sa compagnie et celle du seigneur de La Fayette tiennent alors garnison à Étampes. La garnison de Louis III possédait un maréchal des logis et un fourrier qui veillaient à assurer le ravitaillement des troupes. Les hommes de Louis III étaient logés à l’hôtel du Barde et la municipalité d'Étampes, pour ne pas éveiller les mécontentements populaires, subvenait aux frais de leur entretien.
Il est chargé, en 1567, du commandement des pays situés le long de la Loire, sert sous le duc d'Anjou et est tué devant Melle, dont il faisait le siège, le 25 mars 1577, au moment où la ville se rendait.

## Titres
- 37e vicomte de Thouars : 1541-1563

En récompense du service rendu par Louis, le roi Charles IX de France avait, le 12 juillet 1563, érigé la vicomté de Thouars en duché.
- 1er duc de Thouars : 1563-1577

Il est donc duc de Thouars, prince de Talmond et de Tarente, comte de Taillebourg et de Benon, seigneur de Gençay (1542-1550), baron de Sully et baron de Craon, baron de Marans et baron de Noirmoutiers.

## Mariage et descendance
Il épousa le 29 juin 1549 Jeanne de Montmorency (1528-3 octobre 1596) fille d'Anne, duc de Montmorency dit le « connétable de Montmorency » et de Madeleine de Savoie-Villars, fille de René et petite-fille de Philippe II de Savoie,. Ils eurent cinq enfants dont :
- - Anne de La Trémoille, prince de Talmont, † en bas âge ; - Louis de La Trémoille, comte de Benon, † jeune
- - Charlotte-Catherine de La Trémoille (1568-28 août 1629), comtesse de Taillebourg, baronne de Craon, de La Chaize-le-Vicomte et de Sainte-Hermine : elle épousa le 16 mars 1586 Henri Ier de Bourbon-Condé (1552-1588), d'où la suite des princes de Condé
- enfants naturels, bâtards de La Trémoille : - Louis (légitimé en 1551) ; - François, sire de Bournezeau, x v. 1581 Jeanne, fille de Louis de Cugnac ;
- et Claude de La Trémoille (1566-1604), fils héritier, 2e duc de Thouars et de La Trémoille (duc et pair le 7 août 1595), comte de Taillebourg, baron de Sully (vente le 16 juillet 1602 à Maximilien de Béthune), rallié à Henri IV dès 1589, calviniste en 1587 et désormais un des chefs huguenots[4], marié en 1598 à Charlotte-Brabantine d'Orange-Nassau (1580-1631), fille du Taciturne et de Charlotte de Bourbon-Montpensier, dont : 
  - - Frédéric, comte de Benon ; - Charlotte de La Trémoille (1599/1602-1664), x 1626 James Stanley, 7e comte de Derby : Postérité
  - et Henri Ier de La Trémoille (1598-1674), fils héritier, 3e duc de Thouars et de La Trémoille, Pair de France, prince de Talmont, comte de Guînes et de Benon, baron de Jonvelle, de Mauléon et de Didonne etc. En 1605, il hérite des Laval-Coligny d'Andelot (cf. l'article Guy XVI) et devient, sous le nom de Guy XXI, comte de Laval, baron de Vitré, de Montfort, de la Roche-Bernard, de Quintin, vicomte de Rennes, prince titulaire de Tarente etc. Converti au catholicisme en 1628. Mari en 1619 de sa cousine Marie de La Tour d'Auvergne (1601-1665), sœur de Turenne, d'où : 
    - - Louis-Maurice de La Trémoille (1624-1681), comte de Laval (Guy XXII), abbé de Charroux et de Sainte-Croix de Talmond ; - Elisabeth (1628-1640) ; - Armand-Charles (1635-1643), baron de Montfort et comte de Taillebourg ; - Marie-Charlotte de La Trémoille (1632-1682), x 1662 Bernard de Saxe-Iéna (1638-1678) : Postérité éteinte en 1703 ;
    - et Henri-Charles (Henri II) de La Trémoille (1620-† en 1672 prédécédé), fils héritier, 4e duc de Thouars (dit le duc de La Trémoïlle), converti au catholicisme en 1628-1638 puis en 1670. Marié en 1648 à Amélie/Emilie de Hesse-Cassel, dont : 
      - - Charlotte-Amélie, † petite enfant ; - Charlotte-Amélie de La Trémoille (1652-1732), x 1680 Anton Ier, comte d'Aldenburg/d'Oldenbourg (1633-1680 ; cf. Anton, fils naturel d'Anton-Günther, lui même fils de Jean VII, comte d'Oldenbourg et de Delmenhorst : cf. Anton-Günther) ; - Marie-Brabantine-Sylvie de La Trémoille (1662-1692) ;
      - - Frédéric-Guillaume de La Trémoille (1668-1738), prince de Talmont, comte de Taillebourg et de Benon, abbé de Ste-Croix de Talmont et chanoine de Strasbourg, lieutenant-général, gouverneur de Sarrelouis, x 1707 Elisabeth-Anne-Antoinette de Bullion (1685-1758), d'où :  
        - Anne-Charles-Frédéric de La Trémoille (1711-1759), prince de Talmont, comte de Taillebourg, et duc de Châtellerault en 1730 à l'occasion de son mariage avec Maria-Ludwika Jablonowska, fille de Jeanne-Marie de Béthune-Chabris-Selles (cf. l'article Philippe de Béthune > Famille : Salbris) et de Jean-Stanislas Jablonowski, maîtresse en 1748 du Jeune Prétendant Stuart, d'où : 
          - Louis de La Trémoille, prince de Talmont et duc de Taillebourg (1731-1749) ;

      - et Charles-Belgique-Hollande de La Trémoïlle (1655-1709), fils héritier, 5e duc de Thouars et de la Trémoïlle, prince de Tarente et comte de Laval (Guy XXIII), comte de Benon et de Montfort, baron de Vitré etc., x 1675 Madeleine de Créqui (1662-1707). Parents de : 
        - Marie-Armande-Victoire de La Trémoille (1677-1717), x 1696 Emmanuel-Théodose de La Tour d'Auvergne, duc de Bouillon : Postérité
        - et Charles-Louis-Bretagne de La Trémoille (1683-1719), 6e duc de Thouars et de la Trémoille, comte de Laval (Guy XXIV) etc., x 1706 Marie-Madeleine (1691-1717), fille de René/Renaud-Armand Motier de La Fayette et petite-fille de Marie-Madeleine Pioche de la Vergne, comtesse de La Fayette, auteure de La Princesse de Clèves. Parents de : 
          - Charles-Armand-René de La Trémoïlle (1708-1741), 7e duc de Thouars, comte de Laval (Guy XXV) etc., Académicien français (9e fauteuil), x 1725 sa cousine germaine Marie-Hortense (1704-1788), fille d'Emmanuel-Théodose de La Tour d'Auvergne-Bouillon et Marie-Armande de La Trémoille ci-dessus, d'où : 
            - Jean-Bretagne-Charles-Godefroy de La Trémoille (1737-1792), 8e duc de Thouars et de la Trémoille, Pair de France, comte de Laval (Guy XXVI), comte de Taillebourg en 1759 etc., baron de Montreuil-Bellay par acquisition en 1756, x 1° 1748/1751 Marie-Jeanne-Geneviève de Durfort de Lorges et Randan, et 2° 1763 Marie-Maximiliane (1744-1790), fille de Philippe-Joseph de Salm-Kyrbourg, dont : 
              - - Antoine-Philippe de La Trémoille, prince de Talmont (1765-† guillotiné le 27 janvier 1794), un des chefs royalistes des Guerres de Vendée ; - Charles-Godefroy de La Trémoïlle, chanoine de Strasbourg, frère jumeau du précédent (1765-† guillotiné le 15 juin 1794) ; - Louis-Stanislas de La Trémoille (1767-1837) : Postérité féminine ;
              - et leur frère aîné, Charles-Bretagne-Marie de La Trémoille (1764-1839), 9e duc de Thouars et de la Trémoïlle, comte de Laval (Guy XXVII) : Postérité de ses trois mariages, dont : 
                - Louis-Charles de La Trémoille (1838-1911), 10e duc de Thouars et de la Trémoïlle, comte de Laval (Guy XXVIII), prince de Talmont et prince de Tarente : < père de Louis-Charles-Marie (1863-1921), 11e duc, comte de Laval (Guy XXIX), < père lui-même du 12e et dernier duc, Louis-Jean-Marie (1910-1933 ; Guy XXX de Laval, prince de Talmont et de Tarente ; dernier de sa Maison ; les titres sont relevés par les Ligne, issus de sa sœur aînée Charlotte de La Trémoille (1892-1971), épouse en 1910 de Henri-Florent Lamoral de Ligne (1881-1967)).

### Sources et bibliographie
- Jean-Pierre Bardet, État et société en France aux XVIIe et XVIIIe siècles, Presses Paris Sorbonne, 2000, 548 p. (lire en ligne), p. 48-49
- Gérard Galand, Les seigneurs de Châteauneuf-sur-Sarthe en Anjou : de Robert le Fort à la Révolution, vers 852-1791, Editions Cheminements, 2005, 334 p., [lire en ligne], p. 189-190
- La Trémoïlle , Louis de (1838-1911), Les La Trémoïlle pendant cinq siècles (5 vol.), E. Grimaud (Nantes), 1880 - 1896.